# لایم (اورگن)
لایم (به انگلیسی: Lime) یک منطقهٔ مسکونی در ایالات متحده آمریکا است که در اورگن واقع شده‌است. لایم ۶۸۰٫۹۳ متر بالاتر از سطح دریا واقع شده‌است.